# Perry Rhodan : Le Mythe des Illochim
Perry Rhodan : Le Mythe des Illochim (Perry Rhodan: The Adventure Game en version originale allemande) est un jeu vidéo d'aventure en pointer-et-cliquer développé par Brain Game, sorti en 2008 sur PC (Windows). Il s'agit d'une adaptation de la série de romans Perry Rhodan.

## Accueil
- Adventure Gamers : 4/5[3]
- Jeuxvideo.com : 16/20[4]